# Josephine St. Pierre Ruffin
Josephine St. Pierre Ruffin (31 de agosto d, 1842 – 13 de março de 1924) foi uma editora afro-americana, jornalista, líder dos direitos civis, sufragista e editora do Woman's Era, o primeiro jornal publicado por e para mulheres afro-americanas.

## Biografia

### Primeiros anos e educação
Ruffin nasceu em Boston, Massachusetts, filho de John St. Pierre, descendente de franceses e africanos da Martinica, e Elizabeth Matilda Menhenick, da Cornualha, Inglaterra. Seu pai foi um alfaiate bem-sucedido e fundador de uma igreja de Boston Zion. Ela freqüentou escolas públicas em Charlestown e Salem, e uma escola particular em Nova York por causa das objeções de seus pais às escolas segregadas em Boston. Completou seus estudos na Bowdoin School (não confundir com o Bowdoin College), depois do fim da segregação nas escolas de Boston.

### Ativismo
Ruffin defendeu o sufrágio feminino e, em 1869, juntou-se a Julia Ward Howe e Lucy Stone para formar a Associação Americana de Sufrágio Feminino (AWSA) em Boston. Um grupo dessas mulheres, Howe e Stone também fundaram o New England Women's Club em 1868. Josephine Ruffin foi seu primeiro membro birracial quando se juntou em meados da década de 1890. Ruffin também escreveu para o semanário negro The Courant e tornou-se membro da New England Woman's Press Association.

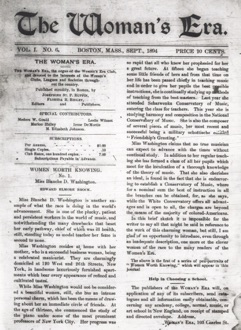
Primeira página de The Woman's Era, setembro de 1894

Quando seu marido George morreu com a idade de 52 anos em 1886, Ruffin usou sua segurança financeira e habilidades organizacionais para iniciar o Woman's Era, o primeiro jornal do país publicado por e para mulheres afro-americanas. Ela atuou como editora e editora de 1890 a 1897. Ao promover atividades inter-raciais, Woman's Era pediu às mulheres negras que exigissem mais direitos para sua raça.
Em 1894, Ruffin organizou o Woman's Era Club, um grupo de advocacia para mulheres negras, com a ajuda de sua filha Florida Ruffin Ridley e Maria Baldwin, diretora da escola de Boston.
Em 1895, Ruffin organizou a  National Federation of Afro-American Women (Federação Nacional de Mulheres Afro-Americanas). Ela convocou a The First National Conference of the Colored Women of America (Primeira Conferência Nacional das Mulheres de Cor da América, em Boston), que contou com a participação de mulheres de 42 clubes de mulheres negras de 14 estados. No ano seguinte, a organização fundiu-se com a Colored Women's League para formar a National Association of Colored Women's Clubs (NACWC). Mary Church Terrell foi eleita presidente e Ruffin serviu como uma das vice-presidentes da organização.
Durante a formação do NACWC, Ruffin estava integrando o New England Woman's Club. Quando a Federação Geral de Clubes Femininos se reuniu em Milwaukee em 1900, ela planejava participar como representante de três organizações: o Woman's Era Club, o New England Woman's Club e o New England Woman's Press Club. Mulheres sulistas estavam em posições de poder na Federação Geral e, quando o Comitê Executivo descobriu que todos os membros do clube New Era eram negros, não aceitariam as credenciais de Ruffin. Ruffin ouviu que poderia representar os dois clubes brancos, mas não o negro. Ela recusou, em princípio, e foi excluída do processo. Esses eventos ficaram conhecidos como "The Ruffin Incident" e foram amplamente cobertos em jornais em todo o país, a maioria dos quais apoiaram Ruffin. Posteriormente, o Woman's Era Club fez uma declaração oficial de que "mulheres de cor deveriam se limitar a seus clubes e ao vasto campo de trabalho aberto a eles lá".
O New Era Club foi dissolvido em 1903, mas Ruffin permaneceu ativa na luta pela igualdade de direitos e, em 1910, ajudou a formar a National Association for the Advancement of Colored People. Ruffin foi um dos membros fundadores da NAACP. Junto com outras mulheres que haviam pertencido ao New Era Club, ela co-fundou aLeague of Women for Community Service (Liga das Mulheres para o Serviço Comunitário), que ainda existe hoje.

### Personal life
Ruffin se casou com George Lewis Ruffin (1834–1886), que se tornou o primeiro afro-americano a se formar na Harvard Law School, a ser eleito para o Conselho da Cidade de Boston e o primeiro juiz municipal afro-americano.Josephine e Ruffin se casaram em 1858 quando ela tinha 16 anos. O casal se mudou para Liverpool, mas voltou para Boston logo depois e comprou uma casa no West End. TIveram cinco filhos: Hubert, advogado; Florida Ruffin Ridley, diretora de escola e co-fundadora da Woman's Era; Stanley, um inventor; George, músico; e Robert, que morreu em seu primeiro ano de vida. O casal tornou-se ativo na luta contra a escravidão. Durante a Guerra de Secessão, eles ajudaram a recrutar soldados negros para o Exército da União, pelos 54º e 55º regimentos de Massachusetts. O casal também trabalhou para a Comissão de Saneamento, que forneceu ajuda para o atendimento dos soldados no campo.
Ela morreu de nefrite em sua casa em St. Botolph Street, Boston, em 1924, e foi sepultado no cemitério Mount Auburn , em Cambridge.

## Tributos
Em 1999, uma série de seis painéis de mármore com um busto de bronze em cada um foi adicionado à Câmara estadual de Massachusetts; os bustos são de Ruffin, Florence Luscomb, Mary Kenney O'Sullivan, Dorothea Dix, Sarah Parker Remond, e Lucy Stone. Assim, duas citações de cada uma dessas mulheres (incluindo Ruffin) foram gravadas no seu próprio painel de mármore, e a parede atrás de todos os painéis tem papel de parede feito de seis documentos do governo repetidos várias vezes, com cada documento relacionado a uma causa de uma ou mais das mulheres.
Sua casa na Rua Charles é um local na trilha Boston Women's Heritage Trail.